# Guioa microsepala
Guioa microsepala är en kinesträdsväxtart som beskrevs av Ludwig Radlkofer. Guioa microsepala ingår i släktet Guioa och familjen kinesträdsväxter. Inga underarter finns listade i Catalogue of Life.